# Подлесно-Шенталинское сельское поселение
Подлесно-Шенталинское се́льское поселе́ние — муниципальное образование в Алексеевском районе Татарстана Российской Федерации.
Административный центр — село Подлесная Шентала.

## История
Статус и границы сельского поселения установлены Законом Республики Татарстан от 31 января 2005 года № 11-ЗРТ «Об установлении границ территорий и статусе муниципального образования "Алексеевский муниципальный район" и муниципальных образований в его составе».

## Население
| 2010 | 2011 | 2012 | 2013 | 2014 | 2015 | 2016 |
| ---- | ---- | ---- | ---- | ---- | ---- | ---- |
| 582  | ↘579 | ↘571 | ↘564 | ↘555 | ↗557 | ↘549 |
| 2017 | 2018 |      |      |      |      |      |
| ↘516 | ↘507 |      |      |      |      |      |

## Состав сельского поселения
| № | Населённый пункт  | Тип населённого пункта       | Население |
| - | ----------------- | ---------------------------- | --------- |
| 1 | Арбузов-Баран     | село                         |           |
| 2 | Подлесная Шентала | село, административный центр |           |